# Плеканец, Томаш
То́маш Пле́канец (чеш. Tomáš Plekanec; род. 31 октября 1982, Кладно, Среднечешский край) — чешский хоккеист, центральный нападающий клуба «Кладно».

## Игровая карьера
Начал свою игровую карьеру в клубе «Кладно». После двух сезонов в чешской Экстралиге, в 2002 году уехал за океан. На протяжении 16 сезонов подряд играл за «Монреаль Канадиенс», 25 февраля 2018 года обменян в «Торонто Мейпл Лифс» после того, как «Монреаль» лишился шансов сыграть в плей-офф. 1 июля 2018 года объявил о возвращении в «Монреаль», подписав 1-летний контракт на сумму 2,25 млн долларов (еще 1,25 млн может заработать на бонусах). 15 октября 2018 года провел свой 1000-й матч в регулярных чемпионатах НХЛ, забил шайбу и тем самым помог «Монреалю» одержать победу над «Детройтом» со счетом 7:3. 9 ноября 2018 года «Монреаль» выставил игрока на драфт отказов, после чего расторг с ним контракт. 11 ноября 2018 года Плеканец в последний раз перед возвращением в Чехию присутствовал на игре своей команды в Монреале и вся заполненная арена аплодировала ему за 15 сезонов, проведённых в клубе.
1 декабря 2018 года Плеканец провёл свой первый матч после возвращения в Чехию. Забросив шайбу, он помог своему родному клубу «Кладно» обыграть «Литомержице» со счётом 4:2. Помимо «Кладно» Плеканец выступает в Экстралиге за команду «Комета Брно». 6 декабря он дебютировал за «Комету» в игре против пражской «Спарты». Несмотря на набранные 2 очка (гол и передача) его команда проиграла со счётом 3:4. Концовку чемпионата Плеканец играл только за «Кладно», которому помог вернуться в Экстралигу спустя 5 лет.
Летом 2019 года «Комета» объявила о подписании контракта на 1 год с Томашом Плеканцем. Через год снова вернулся в «Кладно», которому помог выйти в Экстралигу во второй раз за 3 года.
C 2006 по 2018 годы регулярно играл за сборную Чехии на крупных турнирах. Участник 11 чемпионатов мира, двух Олимпиад и кубка мира. Трижды становился призером чемпионатов мира. Всего за чешскую сборную провел 103 игры, набрал 59 (28+31) очков. Также в 2001 году стал победителем молодёжного чемпионата мира.

## Личная жизнь
Был женат на чешской актрисе и певице Луции Вондрачковой, 4 декабря 2011 года у пары родился сын Матьяш. 23 июня 2015 года у пары родился сын Адам. В 2018 году Плеканец и Вондрачкова расстались. Новой подругой Плеканца стала знаменитая чешская теннисистка Луция Шафаржова. Летом 2019 года стало известно о том, что Томаш Плеканец станет отцом в 3-й раз: 19 декабря 2019 года у Плеканца и Шафаржовой родилась дочь Леонтина.

## Достижения
- Чемпион мира (до 20 лет) 2001
- Серебряный призер чемпионата мира 2006
- Бронзовый призер чемпионата мира 2011, 2012
- Лучший новичок чешской Экстралиги 2001
- Участник матча всех звезд АХЛ 2004, 2005

## Статистика
| Легенда | Легенда                    | Легенда | Легенда                   | Легенда | Легенда    |
| ------- | -------------------------- | ------- | ------------------------- | ------- | ---------- |
| И       | Количество проведённых игр | Штр     | Штрафное время            | +/−     | Плюс-минус |
| Г       | Голы                       | П       | Голевые передачи          | О       | Очки       |
| -       | Статистика неизвестна      | —       | Статистика не учитывалась |         |            |